# Мунаката-тайся
Мунаката-дзиндзя (яп. 宗像神社) или Мунаката-тайся (яп. 宗像大社) — комплекс трёх синтоистских храмов в префектуре Фукуока, Япония. Храм Хэцу-мия расположен в городе Гэнкай на побережье Кюсю, Накацу-мия — на острове Осима (яп. 大島) в 10 км от берега, а Окицу-мия — на острове Окиносима в 60 км от берега. По всей Японии существует 9 тысяч филиалов святилища.

## Мифология и традиции
В святилище поклоняются трём дочерям Аматэрасу и Сусаноо — Таорихимэ (также Тагорихимэ), Тагицухимэ, Итикисимахимэ. В Кодзики и Нихон сёки рассказывается, как Сусаноо попросил последний раз увидеть свою сестру Аматэрасу перед его изгнанием с небес. Чтобы доказать, что не собирается ей вредить, он предложил сестре совместно породить богов. Для этого он отдал Аматэрасу свой меч, она сломала его на три части, пережевала, и из него появились три дочери. Так как Сусаноо связан с морем, его дочерям тоже поклоняются мореплаватели. По другой версии, богинь создала сама Аматэрасу из трёх мечей, которые она носила. Род Мунаката поклоняется этим трём ками как минимум с IV века.
До сегодняшнего дня острова, на которых расположен храм, считаются заповедными. Верующие в количестве 200 человек, причём лишь мужчины, допускаются на них раз в год, 27 мая; перед тем, как ступить на остров, они должны пройти обряды ритуального очищения.

## История
Скорее всего, первоначально на месте нынешних святилищ поклонялись местным божествам ткачества, символизирующего мировой порядок. Северо-западное побережье Кюсю издревле играла важную роль в морских контактах с материком, а в V—VIII веках основной путь в Корею пролегал через острова Осима и Окиносима. Согласно данным археологических раскопок, эти места считались священными уже в период Дзёмон. С расширением морской торговли местные божества стали считаться хранителями мореплавателей и путников. Когда в 1954 году на острове впервые провели раскопки, исследователи обнаружили более 120000 предметов, принесённых в дар местным ками с IV по IX век.
Святилище упоминается уже в «Энгисики» как тайся. После реставрации Мэйдзи святилище получило статус кокухэй тюся, но в 1899 году было официально причислено к кампэй-тайся (яп. 官幣大社 большие императорские храмы) — высшей категории поддерживаемых государством святилищ.
В 2017 году Мунаката-дзиндзя была включена в список всемирного наследия ЮНЕСКО.

## Архитектура
Хондэн храма Хэцу-мия и его сандо имеют необычную ориентацию — на северо-запад, где расположены два других храма и где пролегал путь на материк. После того, как в 1557 году сгорели прежние здания, в 1578 и 1590 годах были построены нынешние хондэн и хайдэн. Хондэн размером 5х4 пролёта построен в стиле нагарэ-дзукури, крыша покрыта кипарисовой корой и имеет тиги и пять кацуоги. Хайдэн открытого типа, размером 6х4 пролёта, стоит перпендикулярно хондэну, их крыши почти соприкасаются. На территории святилища, неподалёку от хондэна, также расположены храмы Тэйниномия и Тэйсанномия, принесённые сюда из Исэ после одной из его регулярных перестроек (сэнгу). Они представляют собой пример чистого стиля симмэй-дзукури.
Храм Накацу-мия напоминает Хэцу-мия, но гораздо меньше и не так ярок, его хондэн имеет размер 2х3 пролёта. Храм стоит у подножия горы Митакэ, рядом с ним начинается река Аманогава («небесная река»).
Храм Окицу-мия находится у южной оконечности острова Окиносима, рядом с небольшим причалом. Он стоит на склоне горы, и к нему ведут крутые лестницы и петляющие тропы. Строения напоминают два других храма, но ещё меньше, крыши крыты медью.